# 柯吉欣
柯吉欣（1968年1月—），男，汉族，浙江湖州人，中华人民共和国政治人物，在职研究生，工商管理硕士。现任浙江省人民政府副省长。

## 简历
1990年8月毕业于浙江大学电机工程学系电力系统自动化专业。后进入浙江省电力工业局工作。
2001年12月，任浙江省电力开发公司副总经理。
2007年9月，任浙江省能源集团有限公司副总经理。
2019年4月，任杭州市人民政府副市长，钱塘新区党工委书记；2021年4月，任杭州市副市长，钱塘区委书记；
2021年11月，任杭州市常务副市长；
2023年3月至11月，任浙江省经济和信息化厅厅长；
2023年7月，任浙江省人民政府副省长。